# تاتسويا فوجوارا
تاتسويا فوجوارا (باليابانية: 藤原竜也 ) (و. 1982  م) هو الأداء الصوتي في اليابان، وممثل مسرحي، وممثل أفلام ياباني، ولد في سايتاما، سايتاما.

## التعليم
تعلم في Horikoshi High School ‏.

## وصلات خارجية
- تاتسويا فوجوارا على موقع IMDb (الإنجليزية)
- تاتسويا فوجوارا على موقع ألو سيني (الفرنسية)
- تاتسويا فوجوارا على موقع أول موفي (الإنجليزية)
- تاتسويا فوجوارا على موقع قاعدة بيانات الفيلم (الإنجليزية)
- تاتسويا فوجوارا على موقع كينوبويسك (الروسية)